# Michelle Thomas
Michelle Doris Thomas (Boston, 1968. szeptember 23. –‎ Manhattan, 1998. december 23.) amerikai színésznő.

## Élete
Bostonban született Phynjuar és Dennis Thomas gyermekeként, és a New Jersey állambeli Montclairben nőtt fel. A Cosby Show-ban játszott Justine szerepe mellett Myra Monkhouse szerepéről is ismert volt a Family Matters című sitcomban.
1998. december 23-án, 30 éves korában, gyomorrákban hunyt el a Memorial Sloan-Kettering Rákközpontban. Utolsó napjain mellette volt exbarátja, Malcolm-Jamal Warner, aki Theo Huxtable szerepéről a Cosby Show-ban is ismert.
Édesapja, Dennis Thomas, tagja volt a sikeres Kool & the Gang együttesnek.

## Filmográfia
- 1988–1990: The Bill Cosby Show (The Cosby Show, televíziós sorozat, 8 epizód)
- 1989: Hawk (A Man called Hawk, televíziós sorozat, 1 epizód)
- 1989: Dream Date (film)
- 1991: Utcakölykök ( Hangin' with the Homeboys, film)
- 1993–1998: Family Matters ( televíziós sorozat, 55 epizód)
- 1994: Thea (televíziós sorozat, 2 epizód)
- 1997: Malcolm & Eddie (televíziós sorozat, 1 epizód)
- 1998: Nyughatatlan fiatalok (The Young and the Restless, televíziós sorozat, 38 epizód)
- 1999: Unbowed (film)

## Díjai
- 1999: NAACP Image Award: jelölték „a legjobb női főszereplő egy szappanoperában” díjra (Nyughatatlan fiatalok)

## Fordítás
Ez a szócikk részben vagy egészben a Michelle Thomas (Schauspielerin) című német Wikipédia-szócikk ezen változatának fordításán alapul.  Az eredeti cikk szerkesztőit annak laptörténete sorolja fel. Ez a jelzés csupán a megfogalmazás eredetét és a szerzői jogokat jelzi, nem szolgál a cikkben szereplő információk forrásmegjelöléseként.

## Webes hivatkozások
- Michelle Thomas az IMDb-n
- Michelle Thomas a Deutschen Synchronkartei-en